# Littlefork (Minnesota)
Littlefork es una ciudad ubicada en el condado de Koochiching en el estado estadounidense de Minnesota. En el Censo de 2010 tenía una población de 647 habitantes y una densidad poblacional de 210,45 personas por km².

## Geografía
Littlefork se encuentra ubicada en las coordenadas 48°23′47″N 93°33′27″O / 48.39639, -93.55750. Según la Oficina del Censo de los Estados Unidos, Littlefork tiene una superficie total de 3.07 km², de la cual 3.07 km² corresponden a tierra firme y (0%) 0 km² es agua.

## Demografía
Según el censo de 2010, había 647 personas residiendo en Littlefork. La densidad de población era de 210,45 hab./km². De los 647 habitantes, Littlefork estaba compuesto por el 99.07% blancos, el 0.15% eran afroamericanos, el 0.31% eran amerindios, el 0% eran asiáticos, el 0% eran isleños del Pacífico, el 0.15% eran de otras razas y el 0.31% pertenecían a dos o más razas. Del total de la población el 0.62% eran hispanos o latinos de cualquier raza.